# Boone Hall
Boone Hall er en plantage på halvøen Mount Pleasant uden for Charleston, South Carolina. Plantagebygningerne, der kaldes USA's mest fotograferede, er registreret i USA's National Register of Historic Places, selv om den nuværende hovedbygning er opført så sent som i 1934.

## Historie
Plantagen blev grundlagt af major John Boone i 1681, og dermed er den en af sydstaternes ældste, aktive, plantager. John Boone kom til Amerika med de første engelske nybyggere, som kom til South Carolina. I 1690 blev der bygget et hus i træ på plantagen; dette blev senere erstattet af et murstenshus, og den nuværende murstensbygning blev opført i 1934, da den daværende ejer ønskede et mere moderne hus. Bygningen er opført på den tidligere bygnings grundplan med mursten, der til dels blev taget fra den tidligere bygning og dels blev fremstillet på plantagens eget teglværk.
I 1743 anlagde kaptajn Thomas Boone, søn af John Boone, en allé af stedsegrønne egetræer. Thomas Boone døde dog ved en rideulykke kort efter at alléen var plantet, så han nåede ikke selv at se den vokse op. Thomas Boone og dennes søn ligger begravet i en grav til højre for alléen, når man ser op ad denne mod hovedbygningen. Alléen har været medvirkende til at gøre plantagen berømt, og de fleste af egetræerne står endnu, i dag dækket af spansk mos, som giver dem et specielt udseende.
Til venstre for alléen lå oprindeligt 27 slavehytter opført i mursten fra plantagens teglværk. Her boede husslaverne og de øvede håndværkere. Der eksisterer fortsat 9 af disse slavehytter, der hver rummede mellem 12 og 20 mennesker i et enkelt rum. Markslaverne, der var underklassen blandt slaverne, boede i træhytter, halvt så store som de murede hytter og som var hjem for dobbelt så mange mennesker. Disse hytter var forsynet med bærehåndtag, så slaverne kunne transportere dem rundt til den marker, hvor de skulle arbejde.
På plantagens område findes også en række andre gamle bygninger, blandt andet et cirkelrundt "smoke house" fra 1790, som er en af South Carolinas ældste eksisterende bygninger, og plantagens gamle "gin house" fra 1853, hvor man bearbejdede bomulden. Desuden eksisterer fortsat den bygning, hvor der var skole for slaverne. Plantagen var én af de få plantager i sydstaterne, der sikrede i hvert fald nogle af slaverne et minimum af uddannelse.

## Dyrkede afgrøder mm.
Plantagens jorder dækker i dag et areal på ca. 740 hektar, men da plantagen var størst omfattede den ca. 17.000 hektar med jord i Georgia, Alabama og Florida foruden området i South Carolina. Plantagen ligger ved Wampacheone Creek, en naturlig saltvandskanal, der er forbundet med Cooper River, som løber sammen med Ashley River ved Charleston.
Da John Boone anlagde plantagen forsøgte han i første omgang at dyrke ris, men det viste sig, at jorden ikke egnede sig til dette, selv om der var mange risplantager ved Ashley River på den anden side af Charleston. I stedet valgte han at dyrke bomuld, og ved kanalen finder man stadig plantagens "bomuldskaj", hvor bomulden blev udskibet på pramme, der transporterede den til Charlestons havn. Senere kom en anden væsntlig afgrøde til, nemlig pecannødder. Plantagen havde 3.000 pecan træer, og var USA's største leverandør af nødderne. Mange af træerne findes fortsat, men nødderne høstes ikke længere, og bomuld, der tidligere var den væsentligste indtægtskilde dyrkes kun på et ca. 10 gange 10 meter stort område, for at vise turister, hvordan bomuldsplanter ser ud. Plantagen havde som nævnt sit eget teglværk, der fremstillede mursten af mudder fra Wampacheone Creek. Disse musten blev dels brugt til bygninger på plantagen, men blev også solgt og mange bygninger i Charleston er opført af Boone Hall mursten.

## Boone Hall Plantation i dag
I dag dyrkes hovedsageligt frugt og grønt på plantagen, blandt andet æbler, ferskener, tomater, agurker og andre grøntsager, foruden amerikanske juletræer, i form af en særlig art af cypres, der hverken stikker eller drysser.
Uden for hovedbygningen findes en blomsterhave og i parken står South Carolinas ældste egetræ, mere end 650 år gammelt og i parken findes også en større "andedam", hvor der er et rigt fugleliv, og hvor der efter sigende, i hvert tidligere, også har levet alligatorer.
Plantagen er åben for offentligheden, og der arrangeres guidede ture, såvel på området som i hovedbygningens underetage. Den øverste etage er forbeholdt ejerne.
Plantagen har været brugt som kulisse i flere film, blandt andre Scarlett og The Notebook og i Tv-serier som Alex Hailey's Rødder og Nord og Syd.

## Eksterne referencer
- Plantagens hjemmeside